# 坂上忍の勝たせてあげたいTV
坂上忍の勝たせてあげたいTV（さかがみしのぶのかたせてあげたいてぃーびー）は、日本テレビ系列で放送されている公営競技 競輪の放送番組で、坂上忍の冠番組でもある。KEIRIN（JKA）の一社提供番組。
ここでは、日本テレビ系列での競輪中継全般を網羅していく。

## 概要
KEIRINをスポンサーに迎え、KEIRINグランプリと、いわゆる「特別競輪」とも呼ばれるGI競走のうち一部（対象のレースは以下を参照）の決勝戦の模様を生中継で放送している。
KEIRINグランプリや特別競輪決勝戦の中継は、1990年代までは主にテレビ東京系列にて行われてきたが、日本テレビ系列においては2006年の第22回読売新聞社杯全日本選抜競輪から本格的に競輪中継を開始した。
2013年までは原則全日本選抜競輪とKEIRINグランプリ以外は放送されていなかったが、現在のタイトルとなった2014年以降はその他のGI競走も中継するようになっている（ただし毎年放送される前述の2大会とは違い、年度により放送の有無あり）。
当初は日本テレビアナウンサーが司会進行を担当していたが、2011年からはタレントをメインに起用してバラエティ色を強め、同年8月の第27回読売新聞社杯全日本選抜競輪から2014年2月の第29回読売新聞社杯全日本選抜競輪にかけてはブラックマヨネーズを司会に起用して『ブラマヨ自転車部』の番組タイトルで放送された。
同年6月の第65回高松宮記念杯競輪からは俳優の坂上忍を司会に起用し、現在の番組タイトルにて放送されている。ただし、ガールズケイリンのGIであるパールカップにおいては、BS日テレのみの放送となった2023年6月の第1回決勝戦中継では『ガールズケイリン革命！　初開催GIパールカップ』の番組タイトルで、司会のみならずゲストやレース実況、解説まで出演者全員を女性として放送された。
番組のフォーマットは、前半ではゲストとのトークや現役の競輪選手にスポットを当てその選手に密着するドキュメントを放映し、概ね16:30過ぎからとなる後半にてレースの生中継と優勝者インタビューを行っている。そのため、決勝戦メンバーによる前日記者会見の模様やレース展望、オッズの放映といった直前情報は放送されていない（発走直前の検車場での選手の様子を映す程度）ただし、以下にある通り、稀に放送スケジュールの関係で先に決勝戦の生中継と優勝者インタビューを行い、後半でドキュメントを放映することもある。レース中では、スタート直後に実況による簡単なルール説明が加えられている（先頭誘導員早期追い抜きの禁止など）。
このほか、レース中継とは別に、年に数回は「第2の人生SP」や「○○直前SP」として特番が放送される。この特番は原則として関東ローカルだが、土曜ロータリーで放送される場合のみ全国ネットで放送される場合があった。なお、土曜ロータリーが2021年3月27日をもって終了したため、当年は7月10日16:00より放送された。また、2022年は7月24日16:00より、23年は7月16日16:00から、24年は7月7日15:30から、25年は7月13日16:00から放送された。

## 中継するレースの一覧

### 現在
- 読売新聞社杯全日本選抜競輪 （2006年 - ）[注 9]
- 日本選手権競輪 （2016年、2019年、2021年 - ）[注 10]
- パールカップ（2023年 - ）[注 11]
- 高松宮記念杯競輪 （2014年[注 12]、2016年 - ）
- 女子オールスター競輪（2025年 - ）[注 13]
- ヤンググランプリ（2022年 - ）[注 14]
- ガールズグランプリ （同年 - ）[注 15]
- KEIRINグランプリ （2008年 - ）[注 16]

### 過去
- オールスター競輪 （2014年[注 17] - 2015年、2017年 - 2020年）

同大会については、2021年よりナイター開催に移行したため放送を取り止めた。代わりに、2012年まで中継を担当していたテレビ東京に再移行して、テレビ東京系列とBSテレ東にて特番として放送されている。また、上記以外の寬仁親王牌・世界選手権記念トーナメントと朝日新聞社杯競輪祭についても現在ではオールスターと同じくテレビ東京系列で特番として放送されているが、日本テレビにおいては現在に至るまで中継されたことがない。
なお、現在のテレビ東京制作による決勝戦中継については番組名、司会者・出演者いずれも基本的に毎回代えてはいるが、こちらも原則としてKEIRIN（JKA）による一社提供で放送されている。

## 出演者
原則KEIRINグランプリを除いて、現地から担当する解説と実況を除き日本テレビのスタジオから放送している。また、以前は競輪場の開催中の取材も原則首都圏開催以外では行っていなかった。

### 司会者
- 坂上忍（俳優） 2014年6月15日 - （2022年のオッズパーク杯ガールズグランプリ、2023年以降のパールカップ、2025年の女子オールスター競輪を除く）

### 進行
- 後藤楽々（フリーアナウンサー） - 同年の第79回日本選手権競輪から

### 解説
基本的に中野浩一が務めるが、中野はKEIRINグランプリではNHK BS1 →NHK BSの中継に出演するため、同レースでは主にその他の元選手が務める（過去には、当日にあっせんのない現役選手が務めたこともあった）。
GI決勝戦
- 中野浩一（競輪評論家、元競輪選手）
- 高木真備（元ガールズケイリン選手） - 2023年・24年のパールカップと同年のガールズグランプリと25年のパールカップと女子オールスターを担当

KEIRINグランプリ
- 加藤慎平（競輪評論家、元競輪選手） - 08・2014・2016（ここまでは現役時代）・2019・2021・2022・2023
- 山口幸二（競輪評論家、元競輪選手） - 2012
- 滝澤正光（当時日本競輪学校→日本競輪選手養成所校長・所長、元競輪選手） - 2015・2017・2018・2020・2024
- 佐藤慎太郎（競輪選手） - 09・2010・2011

### 主なゲスト
- 武井壮 - 現役競輪選手の武井大介の従兄弟でもある。
- 武豊（騎手） - 競輪ファンとしても有名。
- 栗原恵（元バレーボール選手） - 競輪ファンとして知られている。

番組開始当初は毎回様々なタレントが2〜3名ほど出演していたが、現状では武井のみか、武井のほか1名が出演する程度。
武豊は、原則として中央競馬の開催のない年末のKEIRINグランプリのみ出演。ただし、2014年の第57回オールスター競輪でも出演。
栗原恵は、主にガールズケイリンの中継で出演。2023年のパールカップでは司会を担当している。

### 実況
- 橋本悠督 - 当時立川競輪場の実況を担当していた筒井大輔の代役だった2016年のKEIRINグランプリ2016と2023年の第77回日本選手権競輪以降の殆どの実況を担当
- 岩原紗也香 - 2023年・24年のパールカップを担当
- ナッツ山本 - 2025年のパールカップを担当
- 加奈山翔 - 岸和田競輪場のCS中継を優先した橋本悠督の代役だった同年の第76回高松宮記念杯競輪と女子オールスターを担当

### ナレーション
- 真地勇志（2015年 - ）
- 浅野真澄（2017年4月から放送していたBS日テレ パンサーの「競輪、はじめました。seasonⅡ」でナレーションを担当、主にガールズケイリンの中継で担当）
- 白石涼子
- 大塚芳忠（2021年12月30日 - ）

## 過去の出演者

### 司会・進行
- 鈴木崇司 - 2006年の全日本選抜競輪のみ担当
- 上重聡 - 2007年の全日本選抜競輪のみ担当
- 新谷保志 - 2008年のKEIRINグランプリ08のみ担当
- 古市幸子 - 2009年のKEIRINグランプリ09と2010年の第26回読売新聞社杯全日本選抜競輪で担当
- 伊藤綾子 - 2010年のKEIRINグランプリ2010から2013年のKEIRINグランプリ2013で担当
- ブラックマヨネーズ - 当番組の前身「ブラマヨ自転車部」（2011年の第27回読売新聞社杯全日本選抜競輪から2014年の第29回読売新聞社杯全日本選抜競輪）で担当
- 山田玲奈 - 同年の第29回読売新聞社杯全日本選抜競輪のみ担当
- 酒井千佳 - 2014年の第65回高松宮記念杯競輪から2016年の第69回日本選手権競輪で担当
- 田中みな実 - 同年の第70回日本選手権競輪から2020年のKEIRINグランプリ2020で担当
- 宇垣美里 - 2021年の第36回読売新聞社杯全日本選抜競輪から2025年の第40回読売新聞社杯全日本選抜競輪で担当
- 望月理恵 - 2018年の第33回読売新聞社杯全日本選抜競輪・2019年の第34回読売新聞社杯全日本選抜競輪で、田中みな実の代役として担当
- 笹崎里菜 - 2022年の第37回読売新聞社杯全日本選抜競輪で、宇垣美里の代役として担当
- 武井壮 - 通常はゲスト扱いだが、同年のガールズグランプリと2024年以降のパールカップと25年の女子オールスター競輪では坂上忍の代役で担当
- 栗原恵 - 2023年の第1回パールカップで担当（ほかにも、ゲストとしても出演あり）

### 実況
- 宮原英治 - 2006年から2013年まで殆どで担当
- 佐藤一司 - 当時ラジオ日本アナウンサーで、2008年のKEIRINグランプリ08のみ担当
- 筒井大輔 - 2014年の第29回読売新聞社杯全日本選抜競輪から2024年の第75回高松宮記念杯競輪で担当[注 23]

### ナレーション
- 大場真人 - 2014年
- 皆口裕子 - 2014年から2015年

### 自転車の神様
- 桂三度 - 2014年の第65回高松宮記念杯競輪から2017年の第68回高松宮記念杯競輪で担当
- ルー大柴 - 同年の第60回オールスター競輪のみ担当

## 新型コロナウイルス関連での対応
2020年5月以降は、COVID-19関連の対応をとって放送していた。
- 司会の坂上とアシスタントは間隔をとって放送、他の出演者はリモートで出演、ないしゲストの武井壮のみ（ないしもう1名）がスタジオ出演。
- 通常レース映像は日本テレビが制作するが、6月の第71回高松宮記念杯競輪と8月の第63回オールスター競輪は製作を行わず6月はテレビ和歌山・8月はSPEEDチャンネルが制作した映像をテロップを消した上で使った。

## 放送時間
GI決勝戦
原則としてGI決勝戦は日曜日ないし当日が土曜日以外の祝日に行われるため、土曜日の放送実績はない。
- 放送日が日曜日の場合
  - 16:00 - 16:55[注 26]
- 放送日が月曜日 - 金曜日の場合
  - 15:55 - 16:50[注 27]

KEIRINグランプリ
原則として年末の12月30日に行われるため、土曜日も含め全ての曜日で放送される。なお、番組編成の都合で日曜日・祝日とも上記のGI決勝戦当日とは編成が異なることもある。
- 08 … 16:00 - 17:00
- 09 〜 2018 … 15:55 - 16:50
  - 2012・18では当日が日曜日であったが、その時間で放送された。
- 2019以降 … 16:00 - 16:55

## 第2の人生劇的チェンジSP
レース中継を行わず、他の分野から競輪選手に転向した人物に焦点を当てたドキュメンタリー番組。
過去の放送内容は以下の通り。（放送時間は、別記のない限り土曜ロータリー枠）
- 第2の人生劇的チェンジSP（2017年8月5日）	
出演選手：松谷秀幸・野口裕史・蓑田真璃
- 第2の人生劇的チェンジSP2（2018年7月28日）	
出演選手：北野良栄・竹内翼・比嘉真梨代[6]
- 第2の人生劇的チェンジSP（2019年8月3日）※日本テレビのみ放送
出演選手：橋本英也・伊藤のぞみ・岩崎ゆみこ・原大智[7]
- 第2の人生劇的チェンジ!SP2020（2020年7月18日）
出演選手：北野良栄・松谷秀幸・小林優香・伊藤のぞみ・原大智[8]
- 第2の人生劇的チェンジ!SP2021（2021年7月10日 16:00 - 17:00）
出演選手：皿屋豊・北井佑季・本多優[9]
- 第2の人生劇的チェンジ!SP2022（2022年7月24日 16:00 - 16:55[注 29]）
- 第2の人生劇的チェンジ!SP2023（2023年7月16日 16:00 - 16:55）
- 第2の人生劇的チェンジ!SP2025（2025年7月13日 16:00 - 16:55）

## その他の特番
過去の放送内容は以下の通り。（別記のない限り日本テレビのみ放送）
- 競輪学校&日本代表 みんなで大激励SP（2016年7月30日 10:30 - 11:25）※全国ネット

- 前人未踏のチャレンジSP（2022年12月29日 25:59 - 26:29）
出演選手：佐藤慎太郎[10]

- 自転車トラック世界選手権2023（2023年8月12日 25:25 - 27:25）

- KEIRINグランプリ前夜祭！（同年12月29日 25:59 - 26:29）

- 人生変えた再出発 自転車大注目SP（2024年7月7日 15:30 - 16:25[注 30]）※全国ネット

- 自転車トラック世界選手権2024（同年10月20日 26:55 - 28:25）

- KEIRINグランプリ2024 前夜SP！（同年12月29日 24:55 - 25:25）